# Хяннинен, Кауко
Ка́уко Хя́ннинен (фин. Kauko Antero Hänninen; 28 января 1930, Киннула, Финляндия — 26 августа 2013, Сипоо, Финляндия) — финский гребец, бронзовый призёр летних Олимпийских игр в Мельбурне (1956) в академической гребле.

## Спортивная биография
Заниматься греблей начал в 14-летнем возрасте на военно-морской базе Хельсинки. Являлся 23-кратным чемпионом Финляндии.
На летних Олимпийских играх в Монреале (1956) стал бронзовым призёром в соревнованиях четвёрок распашных с рулевым. На двух следующих Олимпиадах: в Риме (1960), в Токио (1964) и в Мехико (1968) не смог показать высокого результата. Также становился чемпионом Европы в Бледе (1956) в той же дисциплине и дважды — бронзовым призёром на чемпионате мира в Генте (1955).
По окончании спортивной карьеры работал слесарем и сварщиком сначала в машиностроительной кампании Wärtsilä, затем — на судостроительном заводе «Crichton-Vulcan» в Турку.